# Rai 3
A Rai Tre olasz közszolgálati televízió, a RAI hármas csatornája. Műsora főként ismeretterjesztő és regionális műsorokból és sportközvetítésekből áll. Olaszországban analóg és digitális földi sugárzású rendszerben egyaránt elérhető. Műholdról digitális formában a Hot Bird-ről – néhány műsort kivéve – Magyarországon is kódolatlanul vehető.

## Története

### Kezdetek
A Rai 3 műsora 1979. decemberében indult el, 1 év kísérleti adás után. A csatorna akkor Rete 3 néven működött. Létrejötte az 1975-ös Rai-reformnak köszönhető. A csatorna a kezdeti időkben a régiók székhelyein volt elérhető és a napi műsor 5-6 órás volt, aminek nagy részét oktató műsorok tették ki.
A csatorna híradója a TG3 eleinte csak 1 kiadással jelentkezett mindennap 19:30-kor. A TG3 első igazgatója Biagio Agnes, főszerkesztője Sandro Cruzi, szerkesztők  Alberto La Volpe és Orazio Guerra voltak.
1980-ban elindult a csatorna sporttal kapcsolatos talk-showja az Il processo del lunedì, ami szünetekkel együtt 17 évig ment a csatornán és később a Rai Sport 1 csatornára került.
1983-ban a csatorna neve Rai 3 lett (feliratban RAITRE volt 2000 októberéig), a Silvio Berlusconi érdekeltségébe tartozó Fininvest Rete 4 csatornájától megkülönböztetésképp.

### 1987-es reform és Guglielmi vezetése
A csatorna 1987-ben teljesen megváltozott. A csatornát és híradóját eddig felügyelő Olasz Kereszténydemokrata Párt helyett az Olasz Kommunista Párt felügyelete alá kerül. Végrehajtották ezzel a Berlusconi-rendeletet, ennek eredményeképp a csatorna igazgatója Angelo Guglielmi lett, a TG3 igazgatója a kommunista szellemisgű értelmiségi Sandro Cruzi lett, aki eddig a TG3 főszerkesztője volt.
Guglielmi vezetése alatt a Rai leghaladóbb műsorkínálatával rendelkezett a Rai 3: ekkor indult el számos, hosszú ideig futó műsor, mint a Blob, Telefono giallo, Quelli che al calcio (Ma a Rai 2-n fut)  , La TV delle ragazze, Avanzi, Mi manda Lubrano, Magazine 3, Chi l'ha visto? (Ki látta őt? a Duna TV Csellengők műsorához hasonlóan eltűnt személyekkel foglalkoztak), Ultimo minuto és az Un giorno in pretura.
A Mi manda Lubrano az állampolgárok életét megkeserítő kisebb-nagyobb csalásokról szólt.